# 7252 Kakegawa
7252 Kakegawa è un asteroide della fascia principale. Scoperto nel 1992, presenta un'orbita caratterizzata da un semiasse maggiore pari a 2,5926294 UA e da un'eccentricità di 0,2897854, inclinata di 13,45247° rispetto all'eclittica.